# Cobbelsdorf
Cobbelsdorf è una frazione della città tedesca di Coswig (Anhalt), nella Sassonia-Anhalt.

Conta (2007) 582 abitanti.
Comprende la località di Pülzig.

## Storia
Cobbelsdorf fu nominate per la prima volta nel 1356.

Costituì un comune autonomo fino al 1º gennaio 2009.